# Neocteniza subirana
Neocteniza subirana är en spindelart som beskrevs av Norman I. Platnick och Mohammad U. Shadab 1976. Neocteniza subirana ingår i släktet Neocteniza och familjen Idiopidae.
Artens utbredningsområde är Honduras. Inga underarter finns listade i Catalogue of Life.